# Golama woda
Golama woda (bułg. Голяма вода) – wieś w Bułgarii, w obwodzie Razgrad, w gminie Samuił. W 2023 roku liczyła 267 mieszkańców.